# Powiat grodzieński (I Rzeczpospolita)

Powiat grodzieński na tle Wielkiego Księstwa Litewskiego I Rzeczypospolitej

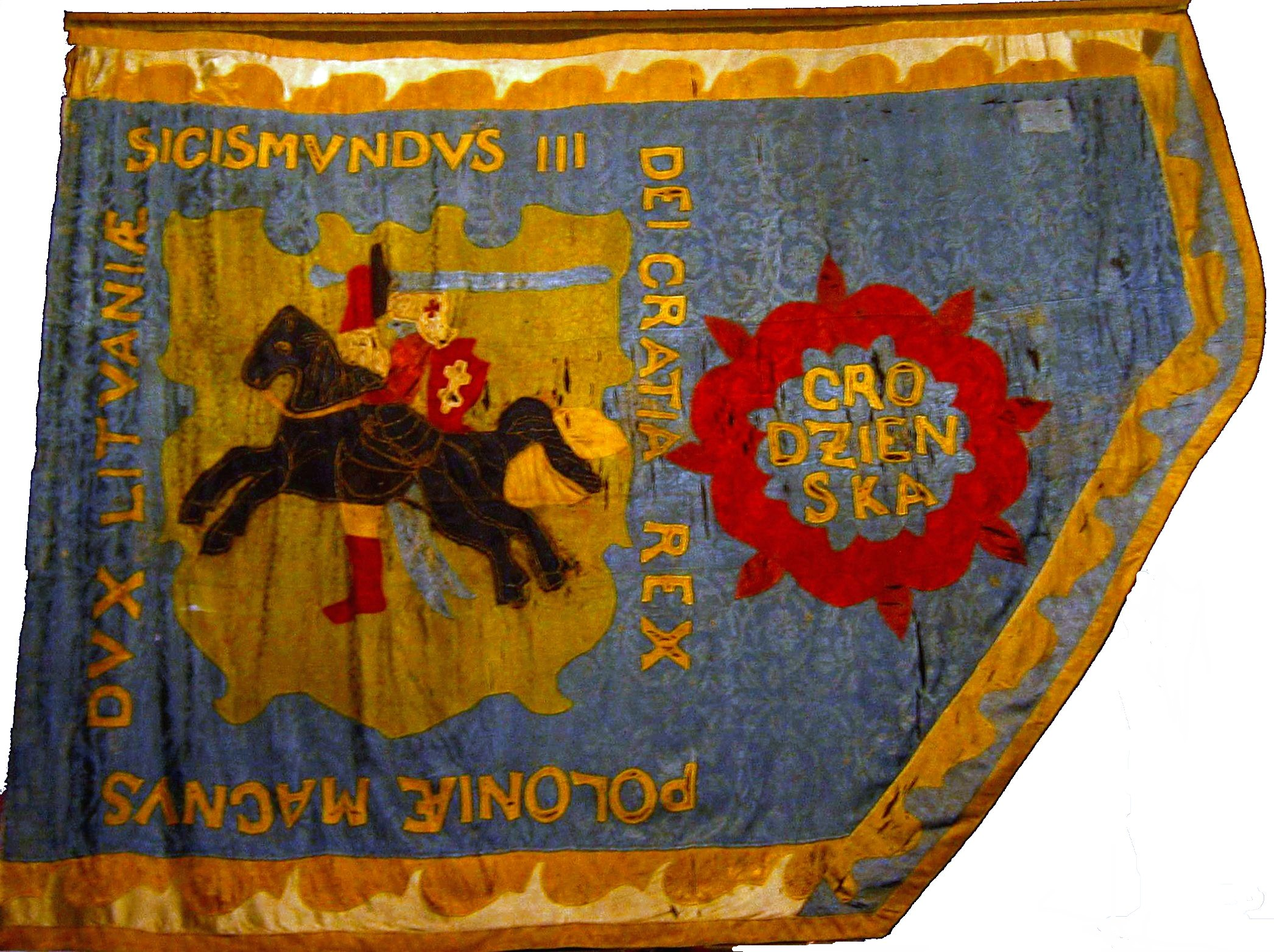
Chorągiew pospolitego ruszenia powiatu grodzieńskiego z 1619 roku

Chorągiew pospolitego ruszenia powiatu grodzieńskiego z 1619 roku

Powiat grodzieński – jednostka terytorialna województwa trockiego Wielkiego Księstwa Litewskiego od 1413 roku i Rzeczypospolitej Obojga Narodów.
Głównym miastem powiatu było Grodno i w nim odbywały się sejmiki szlacheckie z prawem wyboru 2 posłów na sejm i 2 deputatów do Trybunału.
Charakterystyczną cechą powiatu grodzieńskiego była przewaga własności królewskiej nad własnością szlachecką przy nikłym udziale własności duchownej. W obrębie powiatu grodzieńskiego istniały starostwa: filipowskie, przewalskie, przeroślskie, wasilkowskie i drobniejsze królewszczyzny.
Zgodnie z reformą administracyjno-terytorialną z lat 1565–1566 do powiatu została przyłączona część powiatu mereckiego z Berżnikami, Wiejsiejami i Lejpunami. Pod koniec XVI wieku włość Mostowska i Rażankowska zostały włączone do powiatu lidzkiego. W 1588 roku, gdy wydzielano z królewszczyzn litewskich dobra stołowe, utworzono ekonomię grodzieńską. W 1793 roku powiat grodzieński zmieniono w województwo grodzieńskie, w skład którego wszedł m.in. powiat grodzieński.
Od zachodu powiat graniczył z Podlasiem wzdłuż rzek Netty, Brzozówki i Czarnej. Obecnie częściowo na terenie Rzeczypospolitej Polskiej i Białorusi.